# 希望と太陽のロックフェス
『希望と太陽のロックフェス』（きぼうとたいようのロックフェス）は、2012年から開催された、三宅伸治プロデュース主催のロックフェスである。

## 2012年
開催日
- 2012年9月1日 - 宮崎県都農町 都農ワイナリー野外ステージ

出演
- 山崎まさよし
- 石塚英彦
- 三宅伸治サウスバンド
  - 三宅伸治（ギター＆ボーカル）
  - アッコ（ベース）
  - 大島賢治（ドラム）
- NICE MIDDLE with NEW BLUE DAY HORNS 
  - 三宅伸治（ギター）
  - 中村きたろう（ベース）
  - 厚見玲衣（キーボード）
  - 江川ゲンタ（ドラム）
  - 梅津和時（アルトサックス）
  - 片山広明（テナーサックス）
  - 渡辺隆雄（トランペット）

## 2013年
開催日
- 2013年9月1日 - 宮崎県都農町 都農ワイナリー野外ステージ

出演
- ウルフルケイスケ
- アッコ
- 三宅伸治BAND
  - 三宅伸治
  - 高橋"Jr."知治
  - 大島賢治
- 石塚英彦
- シモブクレコード
  - 下地勇
  - 島袋優（BEGIN）
- 中村耕一
- 山崎まさよし
- NICE MIDDLE with NEW BLUE DAY HORNS 
  - 三宅伸治（ギター）
  - 中村きたろう（ベース）
  - 厚見玲衣（キーボード）
  - 江川ゲンタ（ドラム）
  - 梅津和時（アルトサックス）
  - 片山広明（テナーサックス）
  - 渡辺隆雄（トランペット）

セットリスト
NICE MIDDLE with NEW BLUE DAY HORNS
1. JUMP

出演者全員
1. 雨あがりの夜空に
2. 希望と太陽の国

## 2014年
開催日
- 2014年9月7日 - 宮崎県都農町 都農ワイナリー野外ステージ

出演
- 石塚英彦
- ウルフルケイスケ
- アッコ
- シシド・カフカ
- NICE MIDDLE with NEW BLUE DAY HORNS 
  - 三宅伸治（ギター）
  - 中村きたろう（ベース）
  - 厚見玲衣（キーボード）
  - 江川ゲンタ（ドラム）
  - 梅津和時（アルトサックス）
  - 片山広明（テナーサックス）
  - 渡辺隆雄（トランペット）
- 中村耕一
- 三宅伸治BAND
  - 三宅伸治
  - 高橋"Jr."知治
  - 大島賢治
- 山崎まさよし
- 間慎太郎

## 2015年
開催日
- 2015年9月12日 - 宮崎県宮崎市青島 - こどものくに特設ステージ

出演
- 三宅伸治BAND
  - 三宅伸治
  - 高橋"Jr."知治
  - 大島賢治
- 石塚英彦
- 中村耕一
- 山崎まさよし
- 押尾コータロー
- 大西ユカリ
- 間慎太郎
- アッコ
- NICE MIDDLE with NEW BLUE DAY HORNS 
  - 三宅伸治（ギター）
  - 中村きたろう（ベース）
  - 厚見玲衣（キーボード）
  - 江川ゲンタ（ドラム）
  - 梅津和時（アルトサックス）
  - 片山広明（テナーサックス）
  - 渡辺隆雄（トランペット）

サブステージ公演
- 中塚詩音
- tetsuya TERRY nibe
- amour
  - 山下愛奈（ボーカル＆ギター）
  - 黒木瞳（ボーカル＆ギター）

- TORIKAZE
  - ネハンのカズ
  - Toru （トオル）

- Pastel Clock
  - masa
  - Show
  - Let's
  - key

- モンスターロシモフ
  - 朝倉祐太（ギター＆ボーカル）
  - 荒井広大（ベース＆コーラス）
  - RANDA（ドラム＆コーラス＆シャウト）

## 2016年
開催日
- 2016年9月11日 - 宮崎県宮崎市青島 - こどものくに特設ステージ

出演
- 三宅伸治
- 石塚英彦
- 山崎まさよし
- 暴動（グループ魂）
- 大竹しのぶ
- 浅野忠信
- MAGICAL PHOENIX SESSION BAND 
  - ウルフルケイスケ（ウルフルズ）
  - akko（PIGGY BANKS トーキョーキラー）
  - 間慎太郎
  - 茜（ズクナシ）
- NICE MIDDLE with PHOENIX HORNS 
  - 三宅伸治（ギター）
  - 厚見玲衣（キーボード）
  - 中村キタロー（ベース）
  - 江川ゲンタ（ドラム）
  - 片山広明（テナーサックス）
  - 渡辺隆雄（トランペット）
  - MAKOTO（JABBERLOOP、トランペット）
- SODA!
  - 浅野忠信（ボーカル）
  - 村山尚也（ドラム）
  - 高松優（ギター）
  - 松丸裕二（ベース）
- ヨモギ
  - 本夛マキ（ボーカル＆ギター）
  - はせがわかおり（ボーカル＆ギター）
- どぶろく
  - 三宅伸治
  - 山崎まさよし
- amour
  - 山下愛奈（ボーカル＆ギター）
  - 黒木瞳（ボーカル＆ギター）

## 2017年「太陽を望む Music Summit」
開催日
- 2017年9月9日 - 宮崎県宮崎市 Weather King

出演
- でぶろく
  - 三宅伸治
  - 石塚英彦
  - 山崎まさよし

## 2018年
開催日
- 2018年9月1日 - 宮崎県都農町 都農ワイナリー野外ステージ

出演
- 三宅伸治
- 石塚英彦
- 山崎まさよし
- ウルフルケイスケ（ウルフルズ）
- 間慎太郎
- 三宅伸治 & the spoonful
  - 三宅伸治
  - 高橋”Jr.”知治
  - KOTEZ
  - 茜（ズクナシ）
- 仮オーバーオールズ
  - 石塚英彦
  - 三宅伸治
  - グレートマエカワ（フラワーカンパニーズ）
  - 石塚幸作
- SODA!
  - 浅野忠信（ボーカル）
  - 村山尚也（ドラム）
  - 高松優（ギター）
  - 松丸裕二（ベース）
- フラワーカンパニーズ
  - 鈴木圭介（ボーカル）
  - グレートマエカワ（ベース）
  - 竹安堅一（ギター）
  - ミスター小西（ドラム）
- KIKI BAND
  - 梅津和時（サックス）
  - 鬼怒無月（ギター）
  - 早川岳晴（ベース）
  - ジョー・トランプ（ドラム）
- NEW BLUE DAY HORNS
  - 梅津和時（アルトサックス）
  - 片山広明（テナーサックス）
  - 渡辺隆雄（トランペット）
- ズクナシ
  - 衣美（ボーカル＆ギター）
  - spicy-marico（ベース＆コーラス）
  - 茜（ドラム＆コーラス）